# Бернар I де Пардиак
Бернар I Пелагос (фр. Bernard Ier Pelagos; после 1034) — первый граф Пардиака с 1022/1023 года, сын графа Астарака Арно II.

## Биография
Бернар был третьим сыном графа Астарака Арно II. После смерти отца около 1022/1023 года он получил часть отцовских владений, составившие графство Пардиак. В их состав входили области О, Бетплан, Сен-Жюстен, Сен-Кристо и Вилькомталь. Главным замком был Монлезён. При этом располагавшиеся на территории графства Марсиак и Бомарше в состав владений графа не входили.
Впервые в источниках Бернар упоминается в акте об основании монастыря Сен-Пе-де-Женере, датированным около 1022 года, а также в акте о дарении монастырю Пессан, датированным 1023 годом. Позже он упоминается в акте о восстановлении монастыря в Сарамоне его братом Одоном, датированным около 1025 года.
Последний раз Бернар упоминается в документах в 1034 году в акте архиепископа Оша Гарсии I о разрешении близкородственного брака графу Астарака Гильому I, старшему брату Бернара.
Наследовал Бернару его сын Ожер I.

## Брак и дети
Имя жены Бернара неизвестно. Дети:
- Ожер I (ум. после 29 декабря 1088), граф Пардиака